# Le Mesnil-au-Val
Le Mesnil-au-Val è un comune francese di 677 abitanti situato nel dipartimento della Manica nella regione della Normandia.

## Società

### Evoluzione demografica
Abitanti censiti